# مطل البجيري
مطل البجيري عبارة عن منطقة سياحية تحتوي على مجموعة من المطاعم والمقاهي الفاخرة الحاصلة على أعلى تقييمات ميشلان، يقع في الدرعية في المملكة العربية السعودية.
بُني مطل البجيري على طراز العمارة النجدية بطريقة تجمع بين العراقة والحداثة، ويطل على حي طريف التاريخي الذي يُعتبر أحد مواقع التراث العالمي لدى اليونسكو والذي سجل عام 2010. تم تطوير مطل البجيري من قِبل هيئة تطوير بوابة الدرعية وأعيد  افتتاحه في ديسمبرعام 2022. 